# ميثاق الاستقرار لجنوب شرق أوروبا
ميثاق الاستقرار لجنوب شرق أوروبا مؤسسة تهدف إلى تعزيز السلام والديمقراطية وحقوق الإنسان والاقتصاد في بلدان جنوب شرق أوروبا اشتغلت ما بين عام 1999 وحتى عام 2008. في فبراير 2008، تم استبدال الميثاق بمجلس التعاون الإقليمي. حل مجلس التعاون الإقليمي محل الميثاق بدعوى أنه «مملوك إقليميا» أكثر من ميثاق الاستقرار، والذي كان مدفوعا أكثر من قبل شركاء خارجيين مثل الاتحاد الأوروبي.

## الأعضاء

ميثاق الاستقرار لجنوب شرق أوروبا
الأعضاء
ملاحظون
شركاء داعمون

- الأعضاء :
  -  ألبانيا
  -  البوسنة والهرسك
  -  بلغاريا
  -  كرواتيا
  -  مقدونيا
  -  مولدوفا
  -  الجبل الأسود
  -  رومانيا
  -  صربيا
- ملاحظون :
  -  أوكرانيا
- شركاء داعمون :
  -  اليابان
  -  النرويج
  -  روسيا
  -  تركيا
  -   سويسرا
  -  الولايات المتحدة
  -  الاتحاد الأوروبي الدول الأعضاء
  - عدة منظمات دولية.

## التأسيس
تم تأسيس الميثاق في 10 يونيو 1999 في كولونيا بمبادرة من الاتحاد الأوروبي. جميع دول المنطقة كانت حاضرة في الملتقى التأسيسي باستتثناء صربيا والجبل الأسود (صربيا والجبل الأسود سابقا) ومولدوفا. ممثلوا بلغاريا، رومانيا، روسيا، تركيا، الولايات المتحدة، جميع الدول الأعضاء في الاتحاد الأوروبي آنذاك، منظمة الأمن والتعاون في أوروبا، مجلس أوروبا والمفوضية الأوروبية اعتبروا مشاركين نشيطين في الملتقى.
ممثلو كندا، اليابان، الأمم المتحدة، المفوضية السامية للأمم المتحدة لشؤون اللاجئين، حلف شمال الأطلسي، منظمة التعاون الاقتصادي والتنمية، اتحاد أوروبا الغربية، صندوق النقد الدولي، البنك الدولي، بنك الاستثمار الأوروبي والبنك الأوروبي لإعادة البناء والتنمية حضروا الملتقى.
تم إنشاء الميثاق بعد التصعيد في المنطقة أثناء حرب كوسوفو، كما كان الاستقرار في كوسوفو من بين الأهداف الأساسية للميثاق.
في عام 2006، تم الإعلان عن أن ميثاق الاستقرار يجب أن يتم إنجاحه في أوائل عام 2008 مؤسسة تعاون إقليمية، حيث تم تشكيل مجلس التعاون الإقليمي من قبل دول المنطقة نفسها، ولكن مع الدعم والمشورة المتواصلين من قبل المجتمع الدولي.
تم عقد الاجتماع الأخير لميثاق الاستقرار لجنوب شرق أوروبا في 28 فبراير 2008، في صوفيا ببلغاريا والذي تم خلاله إنشاء مجلس التعاون الإقليمي.

## التنظيم
يقوم رئيس الميثاق بدور المنسق الخاص. منذ 2002، يشغل هذا المنصب إرهارد بوسيك.
تم تقسيم عمل الميثاق إلى ثلاث ورشات عمل، فيما الورشة الرابعة (ورشة العمل الجهوية) تقوم بالتنسيق بين الورشات الثلاث.
|                  | ورشة العمل 1 | ورشة العمل 2 | ورشة العمل 3 |
| الرئيس           | غوران سفيلانوفيتش | فابريسيو ساشوماني | جانيس بريموتزي |
| المدير           | ماريانا غرانديتس | ماري أوماهوني | بيتر فيربيك |
| القضايا الرئيسية | الديمقراطية وحقوق الإنسان - حقوق الأقليات - حرية الإعلام - المجتمع المدني - القوانين وإنفاذها - المؤسسات، الإدارة والحكامة - اللاجئين | التأهيل الاقتصادي، التنمية والتعاون - تشجيع إقامة مناطق اقتصادية حرة - النقل الدولي - إمدادات الطاقة - رفع القيود والشفافية - البنية التحتية - تشجيع أعمال القطاع الخاص - القضاي البيئية - إعادة إدماج اللاجئين | القضايا الأمنية - العدالة، الشؤون الداخلية والهجرة - الجريمة المنظمة، الفساد والإرهاب. - المخاطر البيئية العابرة للحدود - التعاون الأمني المشترك |

تعد كل ورشة عمل مسؤولة عن قضايا محددة، وتعمل إلى جانب الدول المشاركة والمنظمات غير الحكومية من أجل حل هاته القضايا.

## مناطق التجارة الحرة
|                     | الاتحاد الأوروبي | الاتحاد الأوروبي | الاتحاد الأوروبي | شركاء آخرون في ميثاق الاستقرار (ليتم دمجهم في اتفاقية التجارة الحرة في أوروبا الوسطى) | شركاء آخرون في ميثاق الاستقرار (ليتم دمجهم في اتفاقية التجارة الحرة في أوروبا الوسطى) | شركاء آخرون في ميثاق الاستقرار (ليتم دمجهم في اتفاقية التجارة الحرة في أوروبا الوسطى) | شركاء آخرون في ميثاق الاستقرار (ليتم دمجهم في اتفاقية التجارة الحرة في أوروبا الوسطى) | شركاء آخرون في ميثاق الاستقرار (ليتم دمجهم في اتفاقية التجارة الحرة في أوروبا الوسطى) | شركاء آخرون في ميثاق الاستقرار (ليتم دمجهم في اتفاقية التجارة الحرة في أوروبا الوسطى) | شركاء آخرون في ميثاق الاستقرار (ليتم دمجهم في اتفاقية التجارة الحرة في أوروبا الوسطى) | شركاء آخرون في سياسة الجوار الأوروبية | شركاء آخرون في سياسة الجوار الأوروبية | شركاء آخرون في سياسة الجوار الأوروبية | شركاء آخرون في سياسة الجوار الأوروبية |
| EU                  | EFTA             | تركيا CU         | كرواتيا          | مقدونيا الشمالية                                                                      | ألبانيا                                                                               | البوسنة والهرسك                                                                       | صربيا والجبل الأسود                                                                   | كوسوفو                                                                                | مولدوفا                                                                               | أوكرانيا                                                                              | جورجيا                                | أرمينيا                               | أذربيجان                              |                                       |
| ------------------- | ---------------- | ---------------- | ---------------- | ------------------------------------------------------------------------------------- | ------------------------------------------------------------------------------------- | ------------------------------------------------------------------------------------- | ------------------------------------------------------------------------------------- | ------------------------------------------------------------------------------------- | ------------------------------------------------------------------------------------- | ------------------------------------------------------------------------------------- | ------------------------------------- | ------------------------------------- | ------------------------------------- | ------------------------------------- |
| EU                  |                  | FTA 1973         | CU 1996          | SAA 2005                                                                              | SAA 2004                                                                              | SAA                                                                                   | SAA                                                                                   | SAA                                                                                   | STM                                                                                   |                                                                                       |                                       |                                       |                                       |                                       |
| EFTA                | FTA 1973         |                  | FTA 1992         | FTA 2002                                                                              | FTA 2001                                                                              |                                                                                       |                                                                                       |                                                                                       | ?                                                                                     |                                                                                       |                                       |                                       |                                       |                                       |
| تركيا CU            | CU 1996          | FTA 1992         |                  | FTA 2003                                                                              | FTA 2000                                                                              | FTA 2008                                                                              | FTA 2003                                                                              | FTA 2010                                                                              | ?                                                                                     | FTA 2016                                                                              |                                       | FTA 2008                              |                                       |                                       |
| كرواتيا             | SAA 2005         | FTA 2002         | FTA 2003         |                                                                                       | SEE-FTA 2002 اتفاقية التجارة الحرة في أوروبا الوسطى 2006                              | SEE-FTA 2003                                                                          | SEE-FTA 2005                                                                          | SEE-FTA 2004                                                                          | SEE-FTA 2006                                                                          | SEE-FTA 2004                                                                          |                                       |                                       |                                       |                                       |
| مقدونيا الشمالية    | SAA 2004         | FTA 2001         | FTA 2000         | SEE-FTA 2002 اتفاقية التجارة الحرة في أوروبا الوسطى 2006                              |                                                                                       | SEE-FTA 2002                                                                          | SEE-FTA 2002                                                                          | SEE-FTA 2006                                                                          | SEE-FTA 2006                                                                          | SEE-FTA 2005                                                                          |                                       |                                       |                                       |                                       |
| ألبانيا             | SAA              |                  | ?                | SEE-FTA 2003                                                                          | SEE-FTA 2002                                                                          |                                                                                       | SEE-FTA 2004                                                                          | SEE-FTA 2004                                                                          | SEE-FTA 2003                                                                          | SEE-FTA 2004                                                                          |                                       |                                       |                                       |                                       |
| البوسنة والهرسك     | SAA              |                  | FTA 2003         | SEE-FTA 2005                                                                          | SEE-FTA 2002                                                                          | SEE-FTA 2004                                                                          |                                                                                       | SEE-FTA 2002                                                                          | SEE-FTA 2006                                                                          | SEE-FTA 2004                                                                          |                                       |                                       |                                       |                                       |
| صربيا والجبل الأسود | SAA              |                  | ?                | SEE-FTA 2004                                                                          | SEE-FTA 2006                                                                          | SEE-FTA 2004                                                                          | SEE-FTA 2002                                                                          |                                                                                       |                                                                                       | SEE-FTA 2004                                                                          |                                       |                                       |                                       |                                       |
| كوسوفو              | STM              | ?                | ?                | SEE-FTA 2006                                                                          | SEE-FTA 2006                                                                          | SEE-FTA 2003                                                                          | SEE-FTA 2006                                                                          |                                                                                       |                                                                                       | ?                                                                                     |                                       |                                       |                                       |                                       |
| مولدوفا             |                  |                  |                  | SEE-FTA 2004                                                                          | SEE-FTA 2005                                                                          | SEE-FTA 2004                                                                          | SEE-FTA 2004                                                                          | SEE-FTA 2004                                                                          | ?                                                                                     |                                                                                       |                                       |                                       | FTA 1995                              |                                       |
| أوكرانيا            |                  |                  |                  |                                                                                       |                                                                                       |                                                                                       |                                                                                       |                                                                                       |                                                                                       |                                                                                       |                                       | FTA 1996                              | FTA 1996                              |                                       |
| جورجيا              |                  |                  |                  |                                                                                       |                                                                                       |                                                                                       |                                                                                       |                                                                                       |                                                                                       |                                                                                       | FTA 1996                              |                                       | FTA 1998                              | FTA 1996                              |
| أرمينيا             |                  |                  |                  |                                                                                       |                                                                                       |                                                                                       |                                                                                       |                                                                                       |                                                                                       | FTA 1995                                                                              | FTA 1996                              | FTA 1998                              |                                       |                                       |
| أذربيجان            |                  |                  |                  |                                                                                       |                                                                                       |                                                                                       |                                                                                       |                                                                                       |                                                                                       |                                                                                       |                                       | FTA 1996                              |                                       |                                       |